# Domenico De Robertis

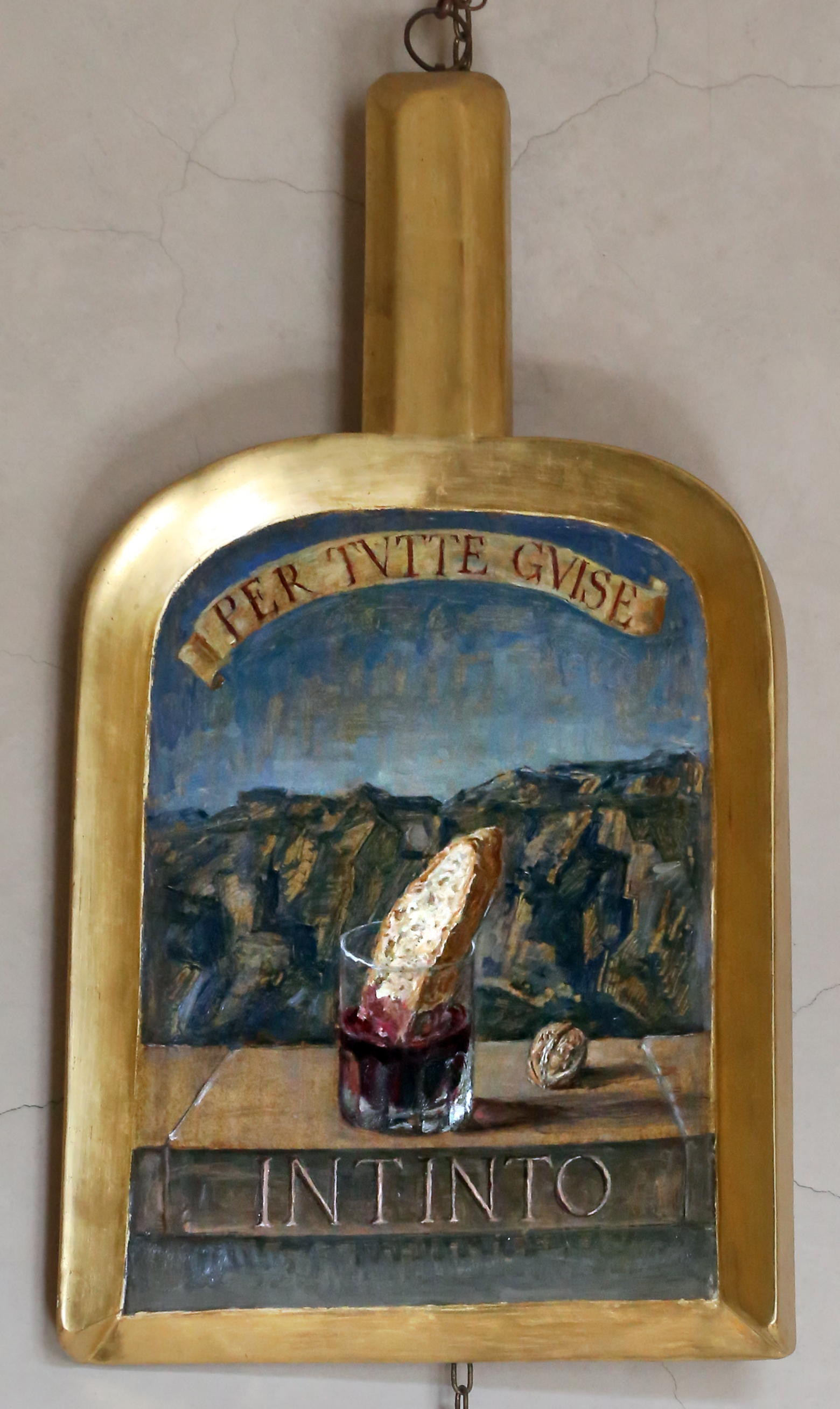
Die "Pala" von Domenico De Robertis (Intinto) in der Accademia della Crusca

Domenico De Robertis (* 18. Januar 1921 in Florenz; † 17. Februar 2011 ebenda) war ein italienischer Romanist und Italianist.

## Leben und Werk
De Robertis, Sohn von Giuseppe De Robertis, studierte bei Gianfranco Contini und Mario Casella. Er wurde bei Casella promoviert mit der Arbeit Cino da Pistoia e la crisi del linguaggio poetico und lehrte in Florenz. Ab 1963 war er Professor für italienische Literatur, zuerst in Cagliari, dann in Pavia, schließlich ab 1971 in Florenz.  Dort leitete er auch das "Centro di studi di filologia italiana" der Accademia della Crusca, der er seit 1968 als korrespondierendes und seit 1970 als Vollmitglied (accademico) mit dem Namen Intinto angehörte, und war Herausgeber der Zeitschrift  Studi di filologia italiana. Er war Präsident der Italienischen Dantegesellschaft (Società dantesca italiana).

## Werke
- Cino e Cavalcanti o le due rive della poesia, Turin 1952
- Il Canzoniere escorialense e la tradizione veneziana delle rime dello stil novo, Turin 1954
- Storia del Morgante, Florenz 1958 (Luigi Pulci)
- Il libro della Vita nuova, Florenz 1961, 1970 (Dante Alighieri)
- L'esperienza poetica del Quattrocento, in: Storia della letteratura italiana, hrsg. von Emilio Cecchi und Natalino Sapegno, Bd. 3. Il Quattrocento e l'Ariosto, Mailand 1966, S. 357–784
- Carte d'identità, Mailand 1974 (gesammelte Beiträge)
- Editi e rari. Studi sulla tradizione letteraria tra Tre e Cinquecento, Mailand 1978 (gesammelte Beiträge)
- Leopardi. La Poesia, Bologna 1996
- Dal primo all'ultimo Dante, Florenz 2001

### Herausgebertätigkeit
- Dino Campana, Taccuinetto faentino, Florenz 1960 (Vorwort von Enrico Falqui (Literaturkritiker))
- Luigi Pulci, Morgante e le lettere, Florenz  1962, 1981
- (mit Giuseppe De Robertis) Giacomo Leopardi, Canti,  Mailand 1978
- Dante Alighieri, Vita nuova, Mailand 1980
- Canti di Giacomo Leopardi, 2 Bde., Mailand 1984 (kritische Ausgabe)
- Guido Cavalcanti, Rime, Turin 1986
- Dante Alighieri, Rime, 5 Bde., Florenz 2002
- Dante Alighieri, Rime, Florenz 2005